# Salem al-Meslet
Salem al-Meslet (Hasaca, 1969) é um político sírio, atual Presidente da Coalizão Nacional Síria da Oposição e das Forças Revolucionárias, força da Oposição Síria ao regime de Bashar al-Assad.
Em 12 de julho de 2021, Meslet foi eleito presidente da Coalizão Nacional de Oposição e Forças Revolucionárias da Síria, substituindo Naser al-Hariri.
Em 1978, viajou para os Estados Unidos, onde completou seus estudos em ciência política. Trabalhou como pesquisador no Centro de Pesquisa do Golfo em Dubai. Foi vice-diretor do Centro de Pesquisa do Golfo nos Emirados Árabes Unidos de 1998 a 2011. Chefe do Conselho Tribal Sírio. Sheikh da tribo Al-Jabour na Síria e Iraque. Membro do Conselho Executivo da Coalizão Nacional Síria. Co-fundador da Coalizão de Oposição Síria. Ex-membro e porta-voz oficial da Alta Comissão de Negociações. Membro do comitê político do SOC por mais de um mandato.